# Al Seef Tower
L'Al Seef Tower est un gratte-ciel résidentiel de 215 mètres et 44 étages construit en 2005 à Dubaï dans le quartier de Dubaï Marina,.